# جرف ناجي (السدة)

تعديل مصدري - تعديل

جرف ناجي هي إحدى قرى عزلة العرافة بمديرية السدة التابعة لمحافظة إب، بلغ تعداد سكانها 319 نسمة حسب تعداد اليمن لعام 2004.